# Contea di Grant (Kentucky)
La contea di Grant in inglese Grant County è una contea dello Stato del Kentucky, negli Stati Uniti. La popolazione al censimento del 2000 era di 22 384 abitanti. Il capoluogo di contea è Williamstown